# Chestiunea poloneză

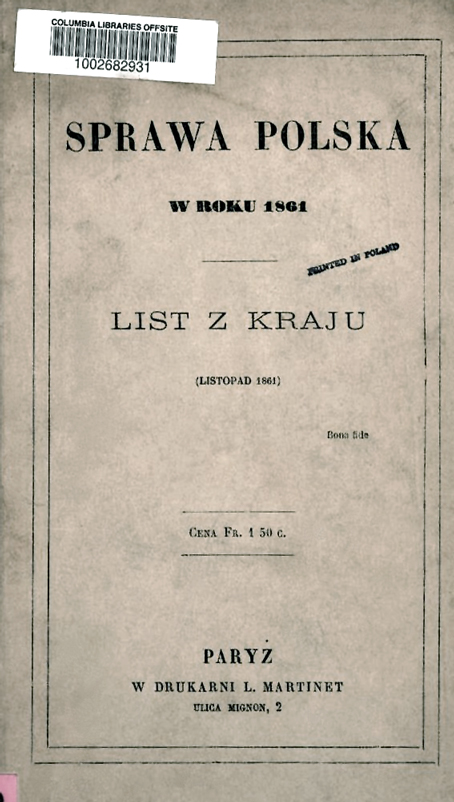
Coperta cărții Sprawa polska w roku 1861. List z kraju (Listopad 1861). În traducere: Chestiunea poloneză din 1861. Scrisoare din patrie (noiembrie 1861) publicată în limba poloneză de publicația L. Martinet, Paris

Chestiunea poloneză (în poloneză kwestia polska sau sprawa polska) a fost problema de politică internațională a existenței Poloniei ca stat independent. Ridicată la scurt timp după împărțirile Poloniei la sfârșitul secolului al XVIII-lea, ea a devenit o chestiune de actualitate în diplomația europeană și americană pe parcursul secolulelor al XIX-lea și al XX-lea. Istoricul Norman Davies făcea observația că problema poloneză este principala prismă prin care cele mai multe istorii ale Europei discută istoria Poloniei și a fost unul dintre cele mai comune subiecte ale politicii europene de aproape două secole. Chestiunea poloneză a fost un subiect major la toate conferințele europene de pace importante: la Congresul de la Viena din 1815, la Conferința de la Versailles din 1919 și la Conferința de la Yalta și Conferința de la Potsdam din 1945. După cum remarca Piotr Wandycz⁠(d): „Ceea ce pentru polonezi era cauza poloneză, pentru lumea exterioară era chestiunea poloneză”.

## Istorie
După împărțirile Poloniei de la sfârșitul secolului al XVIII-lea, Uniunea Polono-Lituaniană a încetat să mai existe, fiind împărțită între Imperiul Austriac, Regatul Prusiei și Imperiul Rus. Ștergerea Poloniei de pe harta Europei a devenit o cheie pentru menținerea echilibrului puterilor în Europa secolului următor. Termenul „chestiunea poloneză” a intrat în folosință la scurt timp după aceea, deoarece unele Mari Puteri s-au interesat de răsturnarea acestui status quo, sperând să beneficieze de pe urma reînființării statului polonez, începând cu Franța sub Napoleon Bonaparte, care îi considera pe polonezi recruți utili în războaiele cu puterile de ocupație ale Poloniei. Termenul „chestiunea poloneză” a fost auzit din nou după Revolta din Noiembrie 1831, care a eșuat, apoi în timpul „Primăverii Națiunilor” din 1848-1849 și din nou după Revolta din Ianuarie din 1863, în care polonezii și lituanienii s-au revoltat împotriva Imperiului Rus, încercând să redobândească independența țării lor. În epoca unui naționalism în creștere, întrebarea dacă o Polonie independentă ar trebui restaurată, precum și ce ar însemna să fii polonez, au câștigat din ce în ce mai multă notorietate. În deceniile care au urmat, termenul a devenit mai puțin folosit, deoarece nu s-au produs noi revolte majore în Polonia pentru a atrage atenția lumii. Problema a fost ulterior atenuată de faptul că cele trei puteri care au împărțit Polonia au fost de regulă aliate timp de peste un secol (vezi Liga celor Trei Împărați), iar diplomația lor a ținut cu succes problema suprimată, astfel încât să nu apară nici o soluție serioasă. Din cele trei puteri, pentru Prusia, chestiunea poloneză era una de importanță fundamentală, deoarece însăși existența Prusiei era legată de înfrângerea statului polonez.
Chestiunea poloneză a reapărut în forță în timpul Primului Război Mondial, când puterile care împărțiseră țara s-au găsit în tabere opuse, ceea ce le-a făcut să încerce să-și atragă cetățenii polonezi de partea lor. În memorandumul său din 20 ianuarie 1914, ministrul rus de externe Sazonov a propus restaurarea Regatului Autonom al Poloniei cu limba poloneză folosită în școli și administrație locală, la care să se alipească după război Silezia Orientală, Galiția de Vest și Poznania de Est, iar la 16 august 1914 l-a convins pe țar că Rusia ar trebui să urmărească reîntregirea unui stat polonez unificat ca unul dintre scopurile sale de război.
În 1916, prin Actul din 5 noiembrie, Germania a promis public că va crea Regatul Regent al Poloniei, pregătindu-se însă în secret să anexeze până la 35.000 de kilometri pătrați din teritoriul acestuia și să purifice etnic până la 3 milioane de polonezi și evrei pentru a face loc coloniștilor germani după război. Aceasta a determinat parlamentul francez să comenteze că manifestul „a aplicat chestiunii poloneze ștampila de caracter internațional”. Rusia a protestat față de această manevră, deoarece considera că propriul său stat-rămășiță polonez, Regatul Congresului (sau Ținutul Vistulei) drept singura „Polonie” care contează. În curând însă, rușii au repetat manevra germanilor și au promis polonezilor creșterea autonomiei. Această ofertă a fost menționată în Statele Unite în discursul „Pace fără victorie” al lui Woodrow Wilson din 1917. Chestiunea poloneză a fost rezolvată temporar odată cu restaurarea independenței poloneze după Primul Război Mondial.
Termenul a devenit din nou relevant în timpul celui de al Doilea Război Mondial, întrucât, după invazia germană a Poloniei, viitorul Poloniei ocupate a devenit din nou subiect de dezbatere între marile puteri ale timpului, și anume Regatul Unit, Statele Unite și Uniunea Sovietică.
Termenul a fost folosit și mai târziu în secolul al XX-lea, în anii 1980, în timpul perioadei Solidaritatea, când activiștii de opoziție se luptau să elibereze Republica Populară Poloneză de blocul sovietic comunist.